# Dlhoňa
Dlhoňa, do roku 1948 Dolhoňa, je obec na Slovensku v okrese Svidník. Žije zde 92 obyvatel.

## Symboly obce

### Znak a vlajka
V modrém štítě na zelené louce stojící stříbrný vlk v zlaté zbroji, v horních rozích po jedné zlaté odvrácené větvičce buku.
Tento znak byl přijatý usnesením obecního zastupitelstva ze dne 10. května 2006, č. OZ – 4/2006 a je zapsaný v heraldickém rejstříku Slovenské republiky pod signaturou D – 171/2006.
Přírodní motiv podle otisku pečetidla obce z roku 1868.
Autoři znaku jsou Peter Kónya, Leon Sokolovský a Sergej Pančák.
Vlajka obce sestává ze sedmi podélných pruhů v barvách žluté (1/7), modré (1/7), zelené (1/7), bílé (1/7), modré (1/7), zelené (1/7) a bílé (1/7). Vlajka má poměr stran 2:3 a ukončená je třemi cípy, tj. dvěma zástřihy, sahajícími do třetiny jejího listu.

## Vodní toky
Přes obec protéká říčka Svidničanka.

## Vojenské pohřebiště z 1. světové války
Hřbitovu s 12 hroby, vesnickému vojenskému pohřebišti z první světové války, dnes dominuje železný křiž a zkorodované kovové hvězdice. Hvězdicemi se v Československu v meziválečném období označovali vojenská hrobová místa. Pohřebiště je původní, nenarušené a vzniklo exhumací 27.–29. dubna 1922. Podíl na jeho výstavbě mají četníci, strážmistři Rudolf Polívka a František Slezáček.
Sedm samostatných hrobů doplňují 5 masových se 17 pochovanými vojáky (6, 4, 3 a dva hroby po dvou vojácích). 19 rakousko-uherských a 5 ruských vojáků zahynulo v jarních měsících roku 1915. Dva vojáci zemřeli na následky cholery. Několik rakousko-uherských vojáků bylo z Pěšího pluku č. 50 (Alba Iulia, Rumunsko) a Pěšího pluku č. 96 (Karlovac, Chorvatsko).